# آنتونیو مندوسا
آنتونیو مندوسا (پرتغالی: António Mendonça؛ زادهٔ ۹ اکتبر ۱۹۸۲) یک بازیکن فوتبال اهل آنگولا است.